# 刺果甘草
刺果甘草（学名：Glycyrrhiza pallidiflora）为豆科甘草属下的一个种。

## 扩展阅读
- 維基物種上的相關：刺果甘草